# تريش ريغان
تريش ريغان (بالإنجليزية: Trish Regan)‏ هي مذيعة وكاتبة أمريكية ولدت في يوم 13 ديسمبر 1972 في بلدة هامبتون في ماساتشوستس. بدأت العمل مع سي إن بي سي من سنة 2007 إلى سنة 2012 وثم عملت في تلفزيون بلومبيرغ من سنة 2012 إلى سنة 2015 وثم عملت مع قناة فوكس نيوز وفوكس بيزنس من سنة 2015 حتى سنة 2017. وحالياً تعمل مع موقع نيوزماكس.